# 君に届け.../WONDERLAND
「君に届け...／WONDERLAND」（きみにとどけ／ワンダーランド）は、日本の音楽ユニット・MAY'Sの8枚目のシングル。2011年1月19日、Venus-Bから発売された。

## 概要
MAY'Sにとって、本作は前作「遠くへ 〜Spread Your Wings〜／Unfair Love」に続く両A面シングルである。タイトル曲は2曲ともタイアップがついており、「君に届け...」はテレビアニメ『君に届け 2ND SEASON』のエンディング・テーマ、「WONDERLAND」は『WINTER SPORTS FESTA season 10』のテーマソングとして起用された。
本作は、「初回限定盤Type-A」「初回限定盤Type-B」「通常盤」の3形態でリリースが行われた。このうち、初回限定盤Type-Aは「君に届け...」のミュージック・ビデオを収録したDVDが同梱されている。また、初回限定盤Type-Bにはアニメ『君に届け 2ND SEASON』のスペシャル映像を収録したDVDが同梱されており、加えてディスクジャケットに『君に届け』のイラストが使用されている。なお、MAY'Sが3形態で作品をリリースしたのは今回が初である。

## 収録曲
1. 君に届け... [6:13]
  - 作詞：片桐舞子、作曲・編曲：NAUGHTY BO-Z
  - 日本テレビ系テレビアニメ『君に届け 2ND SEASON』エンディング・テーマ
  - レコチョクCMソング
2. WONDERLAND [4:51]
  - 作詞：片桐舞子、作曲・編曲：NAUGHTY BO-Z
  - 『WINTER SPORTS FESTA season 10』テーマソング
3. Spread Your Wings（DJ Chika Remix） feat. M.V.P from M-ST★R [4:34]
  - 作詞：片桐舞子、作曲・編曲：NAUGHTY BO-Z
4. 君に届け...（instrumental）
5. WONDERLAND（instrumental）

## 楽曲解説
君に届け...
Musicnetの大野貴史曰く、「誰かを好きになる気持ちの奥にある覚悟や決意をエモーショナルに歌い上げたバラード」。作詞を担当した片桐は「誰かを思う気持ちの強さや、誰かを思い続けることの大切さを書きたかった」と発言しており、hotexpressの山本純からは、『君に届け』の主人公・黒沼爽子の秘めた想いを表現していると同時に「爽子へのエールのようにも聴こえる」と評された。
NAUGHTY BO-Zによると、MAY'Sのバラードはピアノとストリングスが中心だが、この曲では他にディストーションギターやハープ、ブラスセクションなどが加わっているという。このうち、ドラム以外の楽器については生楽器でレコーディングを行ったが、その際にNAUGHTY BO-Zが打ち込みで作ったメロディーやラインに忠実に演奏してもらっている。
WONDERLAND
MAY'S流のゲレンデチューン。「幅広い年代の人の心に刺さる楽曲にしたい」という思いから曲調はアシッドジャズ風にしており、また冬を彩る温かさを表現するため、ストリングス、ホーン、ギターとパーカッションの一部で生音を使っている。Musicnetの大野貴史からは「キレのよいホーンと開放的なボーカルがハッピーな気分にさせてくれる」と評されている。片桐は「MAY'Sらしい曲」とコメントしており、歌詞には、みんなを私のWONDERLANDに招待したいという想いが込められている。
Spread Your Wings（DJ Chika Remix） feat. M.V.P from M-ST★R
前作「遠くへ 〜Spread Your Wings〜／Unfair Love」に収録されている「遠くへ 〜Spread Your Wings〜」の英詞リミックス。

## チャート成績
「君に届け...」は、2011年1月5日から着うた配信を開始し、レコチョク・デイリーチャートで3位を獲得した。
オリコンチャートのCDシングル週間ランキングでは、2011年1月31日付のランキングで初登場19位を記録した。これは自身のシングルの中では「I WISH」と並び最高位である。

## 収録アルバム
| 楽曲        | 発売日        | タイトル |
| ----------- | ------------- | -------- |
| 君に届け... | 2011年2月16日 | Cruising |
| WONDERLAND  | 2011年2月16日 | Cruising |

## 備考
- 「WONDERLAND」のPVも制作されており、そちらはアルバム『Cruising』に収録されている[17]。
- 2011年、Venus-B／KING RECORDSが、「君に届け...」を課題曲とした『MAY'S「君に届け...」全国合唱コンクール』の開催を発表した[18]。当初、コンクールは3月27日に開催される予定だったが、東日本大震災の発生を受けて延期未定となった[19]。